# 外野手

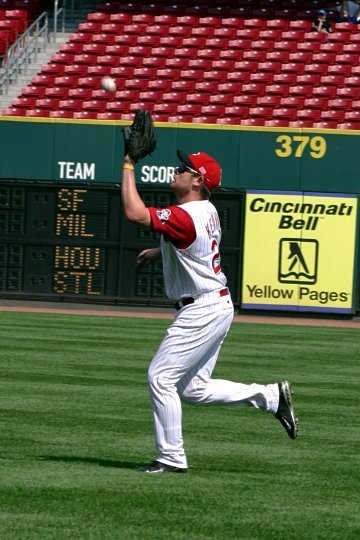
正在接高飛球的外野手

外野手（英語：Outfielder，通常簡寫成）是棒球與壘球運動中的一個守備位置或該守備位置運動員的統稱。外野手分為左外野手、中外野手與右外野手三種，通常負責棒球或壘球場上遠離本壘的地區即外野的防守。
由於防守範圍廣大，因此外野手多半必須擁有一定的腳程。此外，由於距離本壘相當遙遠，一旦發生失誤便可能造成失分，因此必須對來球有良好的判斷力。也因防守位置離本壘及各壘包皆有一定距離，故外野手的傳球臂力亦會受到一定的要求，但並非每位外野手皆有強大的傳球臂力，因而隊中有臂力較弱的外野手的球隊，球團會儘可能派用轉接轉傳能力佳的內野手配合守備。
一般來說，左外野手要求比較快的腳程，因為左右打者的數量導致左外野手守備機會較多，右外野手則是需要更強的臂力，因為需要從右外野傳球到三壘的場合遠多於需要從左外野傳球到一壘，而中外野手則必須兼具有速度和傳球能力。一般來說中外野手的守備負擔是最重的，不過如果球場形狀比較特別（在美國大聯盟較常發生），也可能會有某個特定外野的守備區域特別大的情形。

## 外部連結
- 外野手在台灣棒球維基館上的頁面（繁體中文）